# Лукерьино (Московская область)

Усадебный дом Мещаниновых в Лукерьино

Лукерьино — село в Коломенском городском округе Московской области России. Население — 543 чел. (2010).
Расположено в центральной части района в 4,5 км к западу от Коломны, на правом берегу реки Коломенки. Автобусное сообщение с Коломной. В селе находится усадебный дом середины XVII века — памятник архитектуры общегосударственного значения, есть магазины, аптека, колхоз «Наша Родина», кафе, производство гипсовых изделий, ингибиторов коррозии арматуры, МОУ Лукерьинская основная общеобразовательная школа.

## История
В прошлом селом владели купцы Мещаниновы (середина XVIII — середина XIX века), промышленник Жучков владел усадьбой по 1917 год.
В 1754 году коломенский помещик И. Д. Мещанинов приобрёл сельцо Лукерьино, в котором основал суконную фабрику. Продукция фабрики шла на нужды армии и флота; сукно использовалось для пошива обмундирования, брезент и парусина — для снаряжения боевых кораблей. Позднее И. Д. Мещанинов устроил в Лукерьино усадьбу с искусственными прудами и липовыми аллеями. Главный усадебный дом является памятник архитектуры эпохи барокко.
В 1939 году на реке Коломенке у села Лукерьино был найден череп европейского водяного буйвола (Bubalus murrensis), жившего около 12 800 л. н. (аллерёдское потепление).
В 1994—2003 годах — центр Лукерьинского сельского округа.
2005—2017 гг. — село сельского поселения Проводниковское Коломенского района.

## Население
| 2002 | 2006 | 2010 |
| ---- | ---- | ---- |
| 543  | ↗563 | ↘543 |